# تل حیدرآباد
تل حیدرآباد مربوط به سده‌های اولیه دوران‌های تاریخی پس از اسلام است و در شهرستان ارسنجان، بخش مرکزی، دهستان شوراب، ۳۰۰ متری جنوب روستای احمدآباد واقع شده و این اثر در تاریخ ۳۰ بهمن ۱۳۸۶ با شمارهٔ ثبت ۲۰۸۱۵ به‌عنوان یکی از آثار ملی ایران به ثبت رسیده است.